# Хедер Лангенкамп
Хедер Елизабет Лангенкамп (енгл. Heather Elizabeth Langenkamp) је америчка глумица, продуценткиња и музичарка, рођена 17. јула 1964, у Талси, Оклахома. Најпознатија је по улози Ненси Томпсон у америчком хорор филму Страва у Улици брестова из 1984. године. У исту улогу се вратила у наставцима Страва у Улици брестова 3: Ратници снова и Страва у Улици брестова 7: Нови и последњи кошмар, док у већини других наствака има камео улоге. О својој улози у филмском серијалу Страва у улици брестова, 2011. године снимила је документарни филм под насловом Ја сам Ненси. Сматра се једном од најбољих Краљица вриска у историји хорор филма, а Ненси једном од најбољих финалних девојака.
Каријеру је започела у филмовима Френсиса Кополе, Аутсајдери и Улична школа, да би се касније најчешће доводила у везу са радом режисера Веса Крејвена.
Тумачила је и улогу познате уметничке клизачице Ненси Кериган у филму Тоња и Ненси. Осим тога имала је главне улоге у више серија које су награђиване Наградом Еми за ударне термине. У филмском серијалу Звездане стазе тумачила је улогу Мото. Појавила се и у десетом филму из серијала Господари пакла.
Удата је за Дејвида Андерсона, који је награђен Оскаром за специјалне ефекте. Заједно са супругом, радила је специјалне ефекте за филмове као што су: Зора живих мртваца, Бајка о боксеру, Свемогући Еван и Колиба у шуми. Лангенкамп је као извршни продуцент учествовала у изради документарца Никада више не спавај, јер Улицом брестова хода он (2010), за шта је добила Награду Сатурн за најбоље ДВД издање.

## Приватни живот
Лангенкамп је рођена у Талси, Оклахома. Њена мајка, Мери Алис, је била уметник, док се отац Роберт бавио ископавањем нафте. Похађала је Холанд Хол школу у Талси, али се убрзо преселила у Вашингтон, где је завршила Школу националне катедрале.
У браку са супругом Дејвидом Андерсоном, има ћерку Изабел и сина Атика, који је у 26-ој години живота преминуо од канцера, што је глумица ужасно тешко поднела.
Хедер је прва партнерка Џонија Депа на филму и у једном интервјуу открила је да су њих двоје и данас у веома добрим односима. Многе детаље из приватног живота изнела је у документарцу Ја сам Ненси, који је наишао на позитивну реакцију њених фанова.
Више пута је рекла да је Ненси једина улога за коју никада не би могла да каже да не жели да је тумачи и да би волела да се врати у неком од предстојећих филмова у серијалу Страва у Улици брестова. Наследници Веса Крејвена, тренутно су у изради десетог дела франшизе, па се и Лангенкамп нада дуго ишчекиваном повратку.
Лангенкамп је сувласник AFX студија за специјалне ефекте на филмовима.

## Филмографија
| Улоге Хедер Лангенкамп |                                                    |               |                           |                                                                               |
| Година                 | Српски назив                                       | Изворни назив | Улога                     | Напомена                                                                      |
| 1984.                  | Страва у Улици брестова                            |               | Ненси Томпсон             | Награда Фантастик филм фестивала                                              |
| 1987.                  | Страва у Улици брестова 3: Ратници снова           |               | Ненси Томпсон             |                                                                               |
| 1989.                  | Шокер                                              |               | жртва                     | камео улога                                                                   |
| 1994.                  | Страва у Улици брестова 7: Нови и последњи кошмар  |               | Ненси Томпсон             |                                                                               |
| 2002.                  | Војни адвокати                                     |               | Џенет Томпсон             | ТВ серија                                                                     |
| 2003.                  | Фреди против Џејсона                               |               | Ненси Томпсон             | архивски снимци                                                               |
| 2004.                  | Зора живих мртваца                                 |               |                           | специјални ефекти                                                             |
| 2005.                  | Бајка о боксеру                                    |               |                           | специјални ефекти                                                             |
| 2005.                  | Уклета                                             |               | ТВ репортерка             | избрисане сцене                                                               |
| 2010.                  | Никада више не спавај, јер Улицом брестова хода он |               | Ненси Томпсон и себе саму | документарац, наратор, извршни продуцент Награда Сатурн за најбоље ДВД издање |
| 2011.                  | Ја сам Ненси                                       |               | Ненси Томпсон и себе саму | документарац, продуцент                                                       |
| 2012.                  | Колиба у шуми                                      |               |                           | специјални ефекти                                                             |
| 2012.                  | Соба лептира                                       |               | Дороти                    |                                                                               |
| 2013.                  | Звездане стазе: Према тами                         |               | Мото                      |                                                                               |
| 2014.                  | Америчка хорор прича                               |               | Тулуз                     | ТВ серија                                                                     |
| 2018.                  | Господари пакла 10: Пресуда                        |               | газдарица                 |                                                                               |
| 2019.                  | У потрази за тамом                                 |               | Ненси Томпсон и себе саму | документарац                                                                  |
| 2020.                  | У потрази за тамом 2                               |               | Ненси Томпсон и себе саму | документарац                                                                  |
| 2021.                  | Мој мали пони: Нова генерација                     |               | Дезл Федер / Мејфлауер    | глас                                                                          |
| 2022.                  | Поноћни клуб                                       |               | др Џорџина Стантон        | ТВ серија, 10 епизода                                                         |